# Kasperl-Lotte
Kasperl-Lotte ist eine deutsche Kinderkomödie von Emil Albes aus dem Jahr 1913.

## Handlung
Bub hilft Mädchen und sie bleibt bei seiner Familie.

## Hintergrund
Der schwarzweiße, viragierte Stummfilm hat eine Länge von 254 (257) Metern bzw. 351 Metern in zwei Akten, das entspricht in etwa 14 (14) bzw. 19 Minuten. Die Herstellungskosten betrugen damals 285,00 Mark, das entspricht in etwa 1.874 Euro. Produziert wurde er von der Deutschen Bioscop GmbH.
Der Film ist ein Lustspiel in einer Bearbeitung von Luise Heilborn-Körbitz. Die Zensurprüfung der Polizei München gab den Film für die Jugend frei (Nr. 16645), ebenso die Reichsfilmzensur Berlin vom 3. August 1921 (Nr. 3433). Er wurde ebenfalls in Hamburg (Nr. 2967) und Stuttgart (Nr. 1274) geprüft.
Die Uraufführung war am 7. März 1913.